# Phialophora lagerbergii
Phialophora lagerbergii är en svampart som först beskrevs av Melin & Nannf., och fick sitt nu gällande namn av Conant 1937. Phialophora lagerbergii ingår i släktet Phialophora och familjen Herpotrichiellaceae.   Inga underarter finns listade i Catalogue of Life.